# Appellationsgericht Posen
Das Appellationsgericht Posen war zwischen 1849 und 1879 ein preußisches Appellationsgericht mit Sitz in Posen.

## Geschichte
Die "Verordnung über die Aufhebung der Privatgerichtsbarkeit und des eximierten Gerichtsstandes sowie über die anderweitige Organisation der Gerichte" vom 2. Januar 1849 hob die Patrimonialgerichtsbarkeit auf. Gleichzeitig wurde das Appellationsgericht Posen geschaffen und das bisherige Oberlandesgericht Posen aufgehoben. Dem Appellationsgericht Posen waren die Kreisgerichte nachgelagert, die grundsätzlich je Landkreis eingerichtet wurden. Dem Appellationsgericht Posen war das Oberappellationsgericht Berlin übergeordnet.
Mit den Reichsjustizgesetzen wurden die Gerichte im Deutschen Reich vereinheitlicht. Das Appellationsgericht Posen wurde 1879 aufgehoben. Neu eingerichtet wurde nun das Landgericht Posen im Bezirk des Oberlandesgerichtes Posen.

## Sprengel
Der Sprengel des Appellationsgerichtes Posen umfasste den Regierungsbezirk Posen. Es bestanden dort 17 Kreisgerichte in 4 Schwurgerichtsbezirken.
| Kreisgericht            | Sitz       | Schwurgerichtsbezirk | Gerichtskommissionen                         |
| ----------------------- | ---------- | -------------------- | -------------------------------------------- |
| Kreisgericht Birnbaum   | Birnbaum   | Meseritz             | Gerichtskommission in Schwerin an der Warthe |
| Kreisgericht Grätz      | Grätz      | Meseritz             |                                              |
| Kreisgericht Kempen     | Kempen     | Ostrowo              |                                              |
| Kreisgericht Kościan    | Kosten     | Lissa                |                                              |
| Kreisgericht Krotoschin | Krotoschin | Ostrowo              | Gerichtskommission in Kozmin                 |
| Kreisgericht Lissa      | Lissa      | Lissa                | Gerichtskommission in Fraustadt              |
| Kreisgericht Meseritz   | Meseritz   | Meseritz             |                                              |
| Kreisgericht Ostrowo    | Ostrowo    | Ostrowo              |                                              |
| Kreisgericht Pleschen   | Pleschen   | Ostrowo              |                                              |
| Kreisgericht Posen      | Posen      | Posen                |                                              |
| Kreisgericht Rawicz     | Rawicz     | Lissa                | Gerichtsdeputation in Gostyn                 |
| Kreisgericht Rogasen    | Rogasen    | Posen                |                                              |
| Kreisgericht Samter     | Samter     | Posen                |                                              |
| Kreisgericht Schrimm    | Schrimm    | Posen                |                                              |
| Kreisgericht Schroda    | Schroda    | Meseritz             |                                              |
| Kreisgericht Wollstein  | Wollstein  | Meseritz             |                                              |
| Kreisgericht Wreschen   | Wreschen   | Posen                |                                              |

## Richter
- Oscar Küntzel (1861–1864 Assessor)
- August Ukert (1869–1872 Vizepräsident)